# Москотін Леонід Павлович
Леоні́д Па́влович Моско́тін (14 січня 1956 — 11 липня 2015) — солдат Збройних сил України.

## Життєпис
1973 року закінчив Ніжинську ЗОШ № 1, по тому — хіміко-біологічний факультет Ніжинського державного університету. Працював вчителем, останнім часом — на ніжинському комбінаті хлібопродуктів.
Брав активну участь у громадсько-політичних рухах у Ніжині, член ВО «Свобода». Активний учасник Революції Гідності. Незважаючи на вік, у травні 2015-го добровольцем пішов на фронт.
Солдат, старший стрілець зведеної штурмової роти «Карпатська Січ» 93-ї окремої механізованої бригади.
11 липня 2015 року під час бойового чергування на позиції під Опитним біля аеропорту Донецька внаслідок ворожого обстрілу з гранатомету зазнав травм, несумісних з життям.
Похований у Ніжині на Овдіївському кладовищі.
Без Леоніда залишилися дружина Ольга та діти — дочка Аделіна і син Орест.

## Нагороди та вшанування
За особисту мужність, сумлінне та бездоганне служіння Українському народові, зразкове виконання військового обов'язку відзначений — нагороджений
- 16 січня 2016 року — орденом «За мужність» III ступеня (посмертно)[1].
- медаллю УПЦ КП «За жертовність і любов до України» (посмертно).
- у жовтні 2015 року на будівлі Ніжинської ЗОШ № 1 урочисто відкрито меморіальну дошку Леоніду Москотіну.